# Botanophila testacea
Botanophila testacea är en tvåvingeart som först beskrevs av Robineau-desvoidy 1830.  Botanophila testacea ingår i släktet Botanophila och familjen blomsterflugor.
Artens utbredningsområde är Frankrike. Inga underarter finns listade i Catalogue of Life.